# Ermione
Ermione er en tragisk opera (azione tragica) i to akter af Gioacchino Rossini til en italiensk libretto af Andrea Leone Tottola baseret på skuespillet Andromaque af Jean Racine.

## Opførelseshistorie
Ermione blev uropført på Teatro di San Carlo i Napoli den 27. marts 1819. Af årsager, der endnu er uklare, blev operaen trukket tilbage den 19. april efter kun syv forestillinger og blev ikke set igen før mere end hundrede år efter Rossini død, idet der fandt en koncertopførelse sted i Siena i august 1977.
Den første moderne iscenesættelse var på Rossini Opera Festival (også kendt som Pesaro Festival) den 22. august 1987 med Montserrat Caballé, Marilyn Horne, Chris Merritt og Rockwell Blake. I Storbritannien fandt en koncertopførelse sted i Queen Elizabeth Hall den 10. april 1992, mens den første iscenesættelse fandt sted i Glyndebourne den 22. maj 1995. I USA blev en koncertopførelse givet på San Francisco Opera den 26. juni 1992. Operaen blev opførst scensik af Opera Omaha den 11. september 1992. 
Andre iscenesættelser af Ermione i de senere år har fundet sted i Napoli, Madrid, Rom (1991) og Santa Fe (2000). New York City Opera og Dallas Opera gik sammen om en produktion i 2004.

## Roller
| Rolle                                                                   | Stemmetype  | Originalbesætning, 27. marts 1819 (Dirigent: Nicola Festa) |
| ----------------------------------------------------------------------- | ----------- | ---------------------------------------------------------- |
| Ermione (Hermione), datter af Helena og Menelaos                        | Sopran      | Isabella Colbran                                           |
| Andromaca (Andromache), enke efter Hector                               | Alt         | Benedetta Rosmunda Pisaroni                                |
| Pirro (Pyrrhus), søn af Achilles og konge af Epirus                     | Tenor       | Andrea Nozzari                                             |
| Oreste (Orestes), søn af Agammemnon                                     | Tenor       | Giovanni David                                             |
| Pilade (Pylades), Orestes' følgesvend                                   | Tenor       | Giuseppe Ciccimarra                                        |
| Cleone, Ermiones fortrolige                                             | Mezzosopran | Maria Manzi                                                |
| Fenicio, Pirros tutor                                                   | Bas         | Michele Benedetti                                          |
| Cefisa, Andromacas fortrolige                                           | Alts        | Raffaella De Bernardis                                     |
| Attalo, Pirros fortrolige                                               | Tenor       | Gaetano Chizzola                                           |
| Astianatte (Astyanax), Andromacas søn                                   | Tavs        |                                                            |
| Herskere i Epirus, trojanske fanger, Orestes' tjenere, spartanske piger |             |                                                            |